# Vlag van Wezembeek-Oppem
De vlag van Wezembeek-Oppem werd door de gemeenteraad op 10 september 1987 officieel vastgesteld als de gemeentelijke vlag van de Vlaams-Brabantse gemeente Wezembeek-Oppem. Op 17 november 1987 werd hij door het Bestuur van Vlaanderen bevestigd en uiteindelijk gepubliceerd op 16 september 1988 in het officiële Belgisch Staatsblad.
De vlag is wit in de achtergrond en heeft het gemeentewapenschild in het midden afgebeeld. Het is een zwart wapenschild, en toont een wit ankerkruis. Het gemeentewapen is gebaseerd op dat van de familie de Burbure de Wesembeek, die de laatste heren van Wezembeek waren (1695-eind 19e eeuw).
Officieel wordt de vlag beschreven als:
Wit met op het midden het gemeentewapenschild

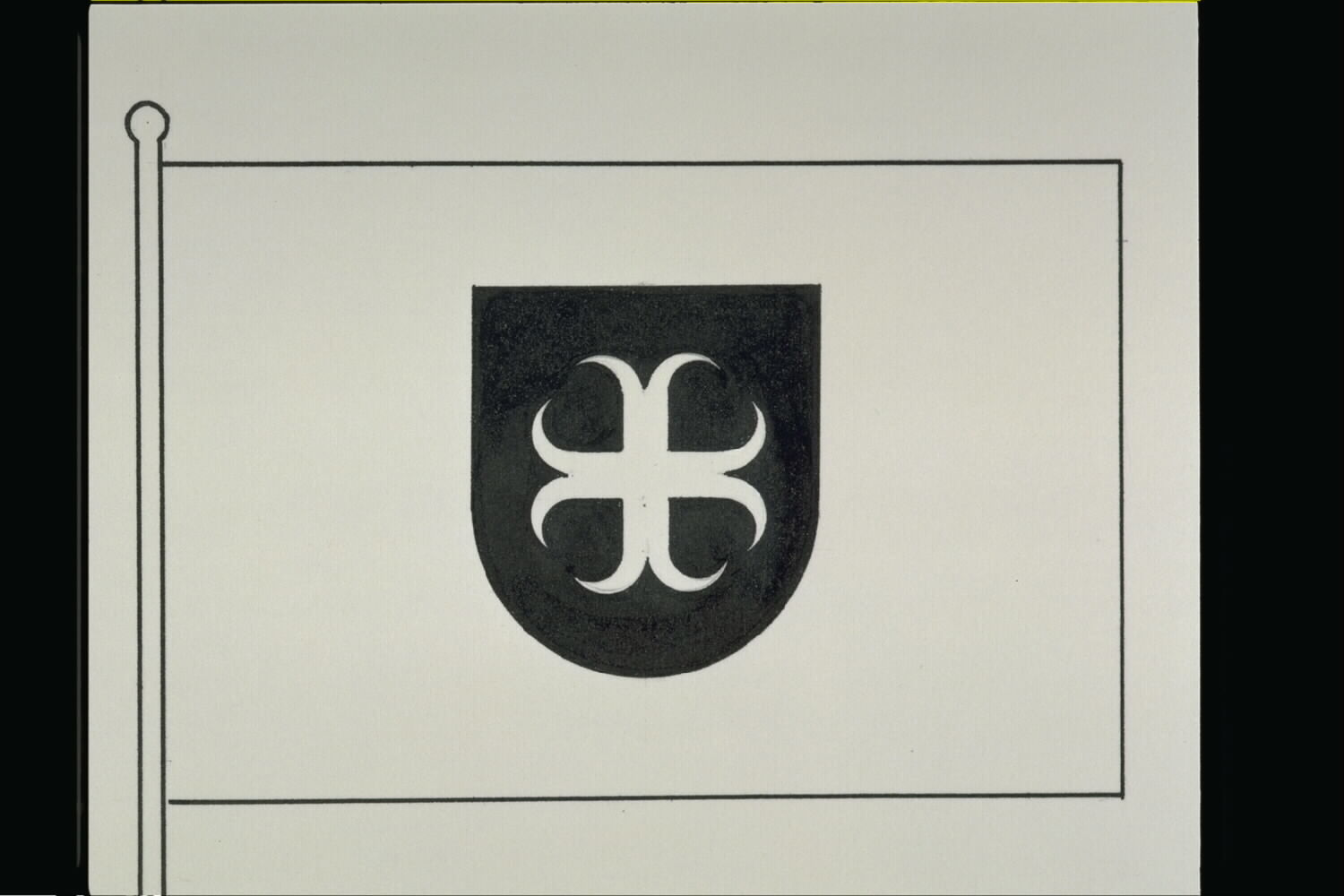
Officiële tekening van de vlag